# Шипицино (Чусовской городской округ)
Шипицино — деревня в Чусовском городском округе Пермского края России.

## География
Деревня находится в восточной части края, в таёжной зоне, на левом берегу реки Чусовой, вблизи места впадения в неё реки Лысьвы, на расстоянии приблизительно 6 километров (по прямой) к западу от города Чусового, административного центра района. Абсолютная высота — 119 метров над уровнем моря.

## Население
| 2010 | 2021 |
| ---- | ---- |
| 0    | ↗3   |

## История
С 2004 до 2019 гг. деревня входила в Калинское сельское поселение Чусовского муниципального района.

## Климат
Климат характеризуется как умеренно континентальный. Средняя многолетняя температура самого холодного месяца (января) составляет −16°С, температура самого тёплого (июля) — 17°С. Среднегодовое количество осадков — 500−700 мм. Снежный покров держится в среднем 170 дней. Вегетационный период продолжается в течение 118 дней.

## Инфраструктура
Личное подсобное хозяйство.

## Транспорт
Просёлочные дороги. 